# Kaimanawa Forest Park
Der Kaimanawa Forest Park ist ein unter Naturschutz stehender Wald in den Regionen Manawatu-Wanganui, Waikato und Hawke’s Bay, auf der Nordinsel von Neuseeland. Der Park untersteht dem Department of Conservation.

## Geographie
Der 77.348 Hektar umfassende und aus zwei Teilen bestehende Forest Park befindet sich rund 12 km südöstlich vom Lake Taupō, in den Bergen der Kaimanawa Range. An der westlichen Seite des Parks grenzt der Tongariro National Park an und im Südosten findet der geschützte Wald im Kaweka Forest Park seine Fortsetzung. Der mit Abstand größere Teil des Parks erstreckt sich über eine Länge von rund 53 km in Südwest-Nordost-Richtung und misst an seiner breitesten Stelle ca. 36 km.
Zu erreichen ist der Kaimanawa Forest Park von Westen und Nordwesten her über den New Zealand State Highway 1 und von Nordosten her über den New Zealand State Highway 5.

## Geschichte
Der Kaimanawa Forest Park wurde im Jahr 1969 gegründet.